# Afterode
Koordinaten: 50° 47′ 15″ N, 9° 19′ 15″ O
Afterode ist ein aus zwei Gehöften bestehender Weiler in der Gemarkung von Hattendorf, einem heutigen Stadtteil von Alsfeld im mittelhessischen Vogelsbergkreis. 

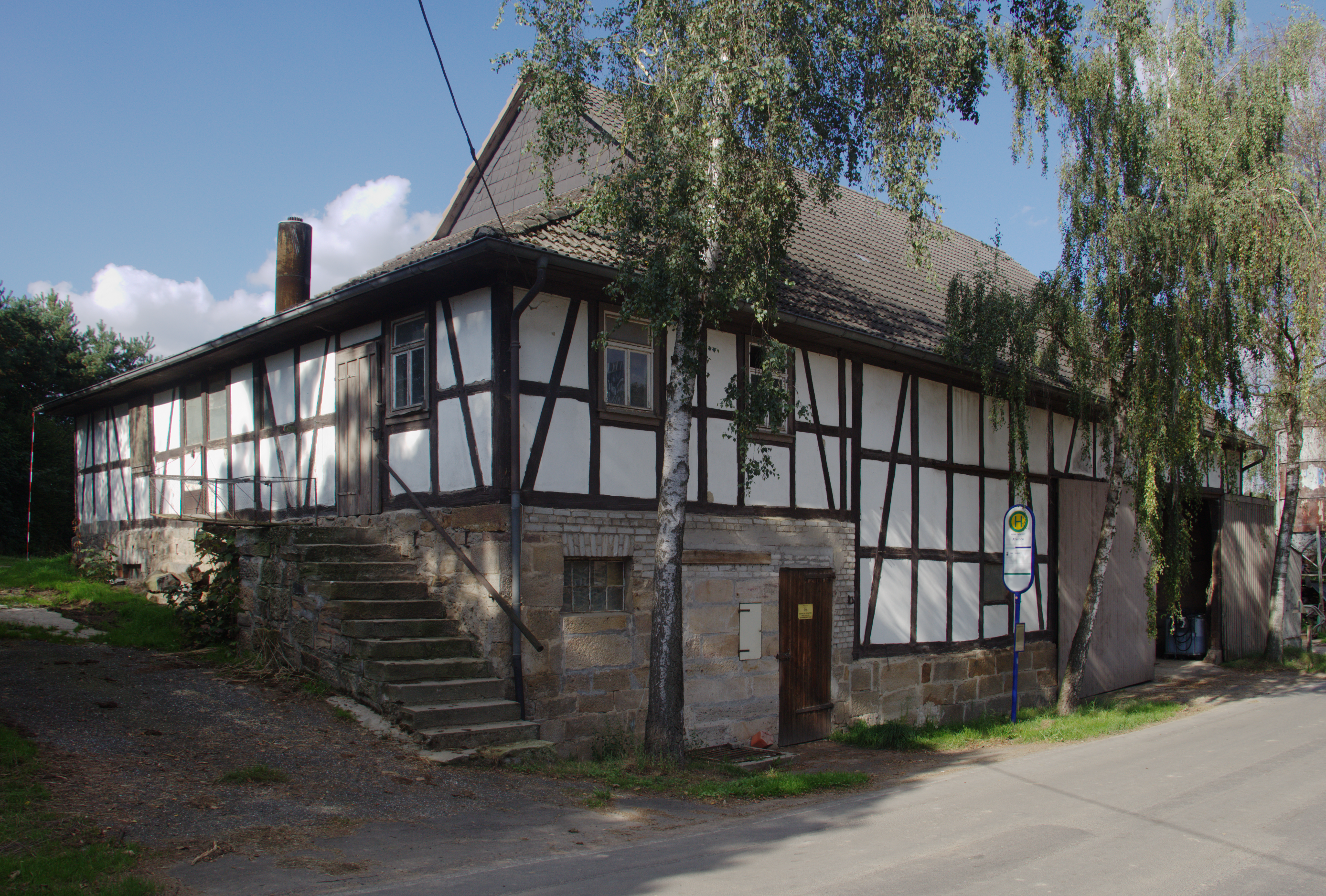
Kulturdenkmal in Afterode

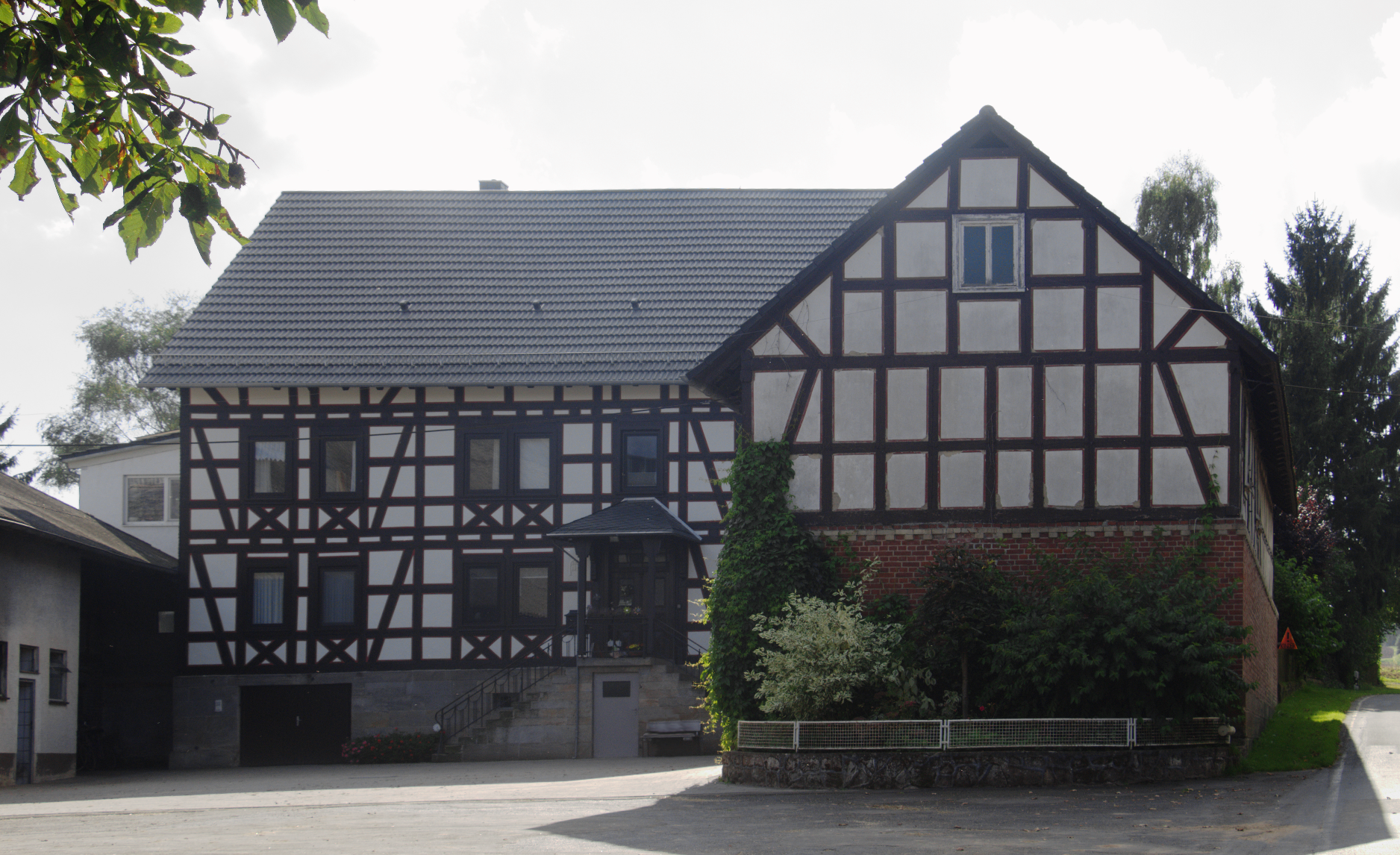
Fachwerkhaus (Kulturdenkmal) in Afterode

Die Gehöftgruppe liegt etwa 5 km nordöstlich von Alsfeld an der Landesstraße L 3295 auf 276 m ü. NHN am Westufer der Berfa auf der Niederterrasse des Berftals.
Der kleine Ort wurde 1313 als „Aftinrode“ erstmals urkundlich erwähnt.
Das um 1900 erbaute Fachwerk-Wohnhaus des Hofs „Afterode 1“ ist aus städtebaulichen Gründen als Kulturdenkmal ausgewiesen.